# کنت دراکولا (فیلم ۱۹۷۰)
کنت دراکولا (انگلیسی: Count Dracula) فیلمی در ژانر ترسناک به کارگردانی خسوس فرانکو است که در سال ۱۹۷۰ منتشر شد.

## بازیگران
- کریستوفر لی
- هربرت لام
- کلاوس کینسکی
- سوله‌داد میراندا
- جک تیلور
- پل مولر
- خسوس فرانکو
- جک تیلور
- فرد ویلیامز
- ماریا روم
- فرانکو کاستلانی
- جک تیلور
- خسوس پوئنته